# Selaginella landii
Selaginella landii là một loài dương xỉ trong họ Selaginellaceae. Loài này được Greenm. & N. Pfeiff. mô tả khoa học đầu tiên năm 1918.